# 伊格納西奧 (加利福尼亞州)
伊格納西（英語：Ignacio）是位於美國加利福尼亞州馬林縣的一個非建制地區。該地的面積和人口皆未知。

## 地理
伊格納西的座標為38°04′13″N 122°32′19″W / 38.07028°N 122.53861°W，而該地的平均海拔高度為7米（即23英尺）。